# 자유의 집

자유의 집(이탈리아어: Casa delle Libertà)은 1994년 1월 피닌베스트 (Fininvest) 그룹의 회장인 실비오 베를루스코니가 좌파의 집권을 막기 위해 급조한 우파 연합으로, 약칭은 CDL이다. 중도우파연합 정당 중의 하나로, 1994년 3월 총선, 2001년 5월 총선에서 지지율 약 24%로 승리하면서 우파연립 정권을 주도하였다. 현재 하원 전체 630석 중 349석 장악, 하원 의석률-55.3%, 상원 전체 의석 322석 중 174석 장악, 상원 의석률-54.03%이다.